# Väinamere
Väinamere este o arie protejată (arie de protecție specială avifaunistică — SPA) din Estonia întinsă pe o suprafață de 273.217 ha, integral pe uscat.

## Localizare
Centrul sitului Väinamere este situat la coordonatele 58°47′04″N 23°12′33″E / 58.7845°N 23.2091°E.

## Înființare
Situl Väinamere a fost declarat arie de protecție specială avifaunistică în aprilie 2004 pentru a proteja 71 de specii de animale.

## Biodiversitate
Situată în ecoregiunile boreală și marină baltică, aria protejată nu include niciun habitat protejat.
La baza desemnării sitului se află mai multe specii protejate de  păsări (71): rață sulițar (Anas acuta), rață lingurar (Anas clypeata), rață pitică (Anas crecca), rață fluierătoare (Anas penelope), rață mare (Anas platyrhynchos), rață cârâitoare (Anas querquedula), rață pestriță (Anas strepera), gârliță mare (Anser albifrons), gâscă cenușie (Anser anser), gâscă de semănătură (Anser fabalis), stârc cenușiu (Ardea cinerea), pietruș (Arenaria interpres), ciuf de câmp (Asio flammeus), rață-cu-cap-castaniu (Aythya ferina), rața moțată (Aythya fuligula), Aythya marila, buhai de baltă (Botaurus stellaris), Branta bernicla, Branta leucopsis, Bucephala clangula, Calidris canutus,  prundaș gulerat mic (Charadrius dubius), prundaș gulerat mare (Charadrius hiaticula), chirighiță neagră (Chlidonias niger), barză albă (Ciconia ciconia), erete de stuf (Circus aeruginosus), erete vânăt (Circus cyaneus), Clangula hyemalis, cristeiul de câmp (Crex crex), Cygnus columbianus bewickii, lebădă de iarnă (Cygnus cygnus), lebădă de vară (Cygnus olor), ciocănitoare cu spate alb (Dendrocopos leucotos), presură de grădină (Emberiza hortulana), lișiță (Fulica atra), Gallinago media, ciuvică (Glaucidium passerinum), cocor (Grus grus), sfrâncioc roșiatic (Lanius collurio), pescăruș sur (Larus canus), pescăruș negricios (Larus fuscus), pescăruș râzător (Larus ridibundus), prundaș de nămol (Limicola falcinellus), sitar de mal nordic (Limosa lapponica), sitar de mâl (Limosa limosa), rață catifelată (Melanitta fusca), rață neagră (Melanitta nigra), ferestraș mic (Mergus albellus), ferestrașul mare (Mergus merganser), Mergus serrator, culic mare (Numenius arquata), cormoran mare (Phalacrocorax carbo), ciocănitoare verzuie (Picus canus), ploier argintiu (Pluvialis squatarola), corcodel mare (Podiceps cristatus), cresteț cenușiu (Porzana parva), cresteț pestriț (Porzana porzana), ciocântors (Recurvirostra avosetta), eider (Somateria mollissima), chiră mică (Sterna albifrons), pescăriță mare (Sterna caspia), chiră de baltă (Sterna hirundo), Sterna paradisaea, chiră de mare (Sterna sandvicensis), silvie porumbacă (Sylvia nisoria), cocoșul de mesteacăn (Tetrao tetrix tetrix), fluierar negru (Tringa erythropus), fluierar de mlaștină (Tringa glareola), fluierar cu picioare verzi (Tringa nebularia), fluierarul cu picioare roșii (Tringa totanus), nagâț (Vanellus vanellus)
Pe lângă speciile protejate, pe teritoriul sitului au mai fost identificate 34 de specii de plante, 1 specie de amfibieni, 4 specii de mamifere, 7 specii de nevertebrate, 4 specii de pești.